# Adad-shuma-usur
Adad-shuma-usur (en akkadien : ) est un roi de Babylone appartenant à la dynastie kassite, qui règne de 1216 à 1187 av. J.-C..

## Biographie
Fils de l'ancien roi Kashtiliash IV, il monte sur le trône après avoir renversé Adad-shuma-iddina, souverain fantoche placé sur le trône babylonien par le roi assyrien Tukulti-Ninurta Ier qui avait envahi la région.
Son règne est donc marqué par sa rivalité avec l'Assyrie (qui occupe le nord de son royaume) : on connaît de lui une lettre offensante qu'il écrit à son rival Assur-nerari III (1203-1198), et une chronique postérieure rapporte qu'il a vaincu le roi assyrien suivant, Enlil-kudurri-usur (1197-1193).
Sur le plan intérieur, la construction d'une double muraille de la ville est réalisée sous son règne. Il entreprend également de nombreux travaux de construction dans les villes de Nippur et d'Isin.
Son fils Meli-Shipak lui succède sur le trône.

## Famille

### Mariage et enfants
De son mariage avec une femme inconnue, il eut :
- Meli-Shipak
- Au moins un autre fils